# 维多利亚·雷本斯堡

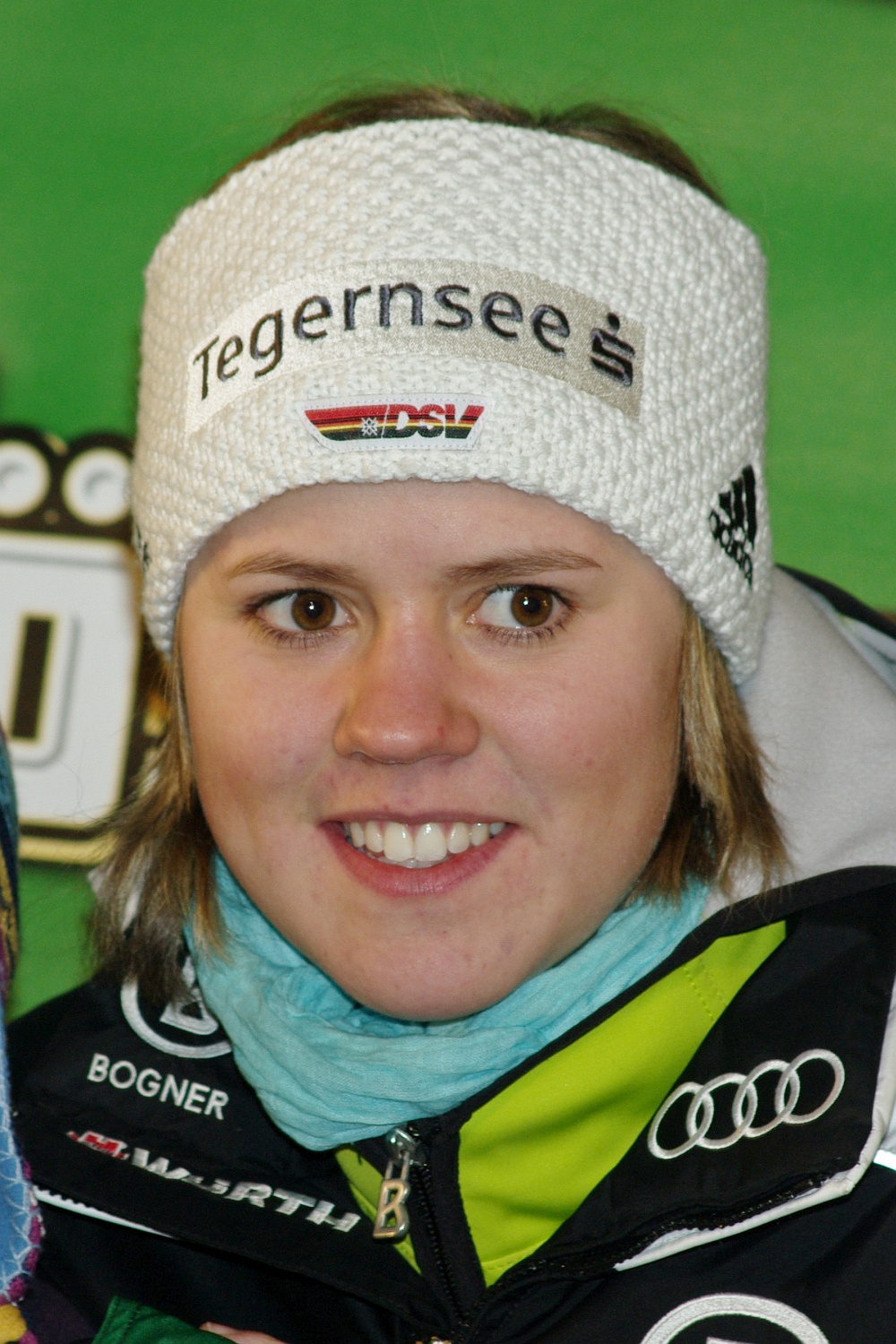
维多利亚·雷本斯堡

维多利亚·雷本斯堡（德語：Viktoria Rebensburg，1989年10月4日—），德国女子高山滑雪运动员。她曾代表德国参加2010年、2014年和2018年冬季奥林匹克运动会高山滑雪比赛，获得一枚金牌和一枚铜牌。